# Stockaryds landskommun
Stockaryds landskommun var en tidigare kommun i Jönköpings län.

## Administrativ historik
När 1862 års kommunalförordningar trädde i kraft den 1 januari 1863 inrättades i Sverige cirka 2 400 landskommuner samt 89 städer och ett mindre antal köpingar.
Då inrättades i Stockaryds socken i Västra härad i Småland denna kommun.
Vid kommunreformen 1952 uppgick den i Hjälmseryds landskommun. När denna 1974 upplöstes övergick denna del till Sävsjö kommun. 

## Politik

### Mandatfördelning i Stockaryds landskommun 1938-1946
| 7 | 6 | 2 | 5 |

| 20 |

| 6 | 7 | 3 | 4 |

| 20 |

| 7 | 6 | 5 | 2 |

| 20 |